# Bezbłędny plan
Bezbłędny plan (ang. Blame) – australijski film dramatyczny z gatunku thriller z 2010 roku. Wyprodukowana przez wytwórnię 3monkeyfilms i Factor 30 Films. Główne role w filmach zagrali Damian de Montemas, Sophie Lowe, Kestie Morassi, Ashley Zukerman, Simon Stone i Mark Leonard Winter. Jest to pierwszy reżyserski debiut australijskiego reżysera Michaela Henry'ego. Zdjęcia do filmu kręcono w Perth w Australii.
Premiera filmu miała miejsce 30 lipca 2010 roku w Australii.

## Opis fabuły
Pięcioro przyjaciół, m.in. Natalie (Sophie Lowe) i Anthony (Ashley Zukerman), obarcza nauczyciela muzyki winą za śmierć bliskiej im Alice (Saskia Hampele). Postanawiają się na nim zemścić. Opracowują plan zbrodni doskonałej. Gdy zaczynają go realizować, okazuje się, że nie wszystko idzie zgodnie z planem.

## Obsada
Źródło: Filmweb
- Sophie Lowe jako Natalie
- Damian De Montemas jako Bernard
- Kestie Morassi jako Cate
- Ashley Zukerman jako Anthony
- Mark Leonard Winter jako John
- Saskia Hampele jako Alice
- Simon Stone jako Nick
- Greg McNeill jako Rodney